# Panchpara
Panchpara è una suddivisione dell'India, classificata come census town, di 15.078 abitanti, situata nel distretto di Howrah, nello stato federato del Bengala Occidentale. In base al numero di abitanti la città rientra nella classe IV (da 10.000 a 19.999 persone).

## Geografia fisica
La città è situata a 22° 39' 59 N e 88° 15' 38 E.

## Società

### Evoluzione demografica
Al censimento del 2001 la popolazione di Panchpara assommava a 15.078 persone, delle quali 7.894 maschi e 7.184 femmine. I bambini di età inferiore o uguale ai sei anni assommavano a 2.100, dei quali 1.067 maschi e 1.033 femmine. Infine, coloro che erano in grado di saper almeno leggere e scrivere erano 10.647, dei quali 5.869 maschi e 4.778 femmine.